# Белль, Анни
Анни Белль (фр. Annie Belle; 10 декабря 1956, Париж, Франция — 31 января 2024) — французская актриса.

## Карьера
В 1980 сыграла одну из главных ролей в итальянском фильме ужасов режиссёра Руджеро Деодато «Дом на краю парка». В 1989 оставила актёрскую карьеру и переехала обратно во Францию, где стала социальным работником (занималась с людьми, страдающими от психических расстройств).
Скончалась 31 января 2024 года.

## Фильмография
| Год  |     | Русское название          | Оригинальное название      | Роль                         |
| ---- | --- | ------------------------- | -------------------------- | ---------------------------- |
| 1974 | ф   | Весь мир только для двоих | Tout le monde il en a deux | Бриджитт                     |
| 1975 | ф   | Окровавленные губы        | Lèvres de Sang             | Дженнифер                    |
| 1976 | ф   | Лаура                     | Laure                      | Лаура                        |
| 1976 | ф   | Черный бархат             | Velluto Nero               | Пина                         |
| 1980 | ф   | Дом на краю парка         | La Casa sperduta nel parco | Лиза                         |
| 1981 | ф   | Антропофагус 2            | Rosso sangue               | Эмили                        |
| 1982 | ф   | Новый мир                 | Il mondo nuovo             | проститутка в зелёных чулках |
| 1983 | ф   | Спортивный бар            | Al bar dello sport         | Мартина                      |
| 1985 | мтф | Камо грядеши              | Quo Vadis                  | Мириам                       |